# Cseh-Szombati Sámuel
Cseh-Szombati Sámuel (Komárom, 1757. szeptember 4. – Pest, 1838. március 23.) orvos

## Élete
Cseh-Szombati József öccse volt. Elvégezvén hazájában a bölcseletet, mathesist, teológiát és jogot, az orvosi tudományok tanulása végett 1786 őszén Göttingenbe ment, hol három évet töltött el; 1789-ben a bécsi orvosi clinicumot látogatta s ugyanott 1790. július 2. orvostudorrá lett, mire még nehány hónapig a szülészetet és állatgyógyászatot tanulta. 1790 végén beutazta Németország nagy részét, Hollandiát, Angliát, Franciaországot és Svájcot. 1792-ben visszatért és Pesten telepedett le, hol mint gyakorló orvos működött. Különösen a himlőoltásra nézve vannak maradandó érdemei; 1801 augusztusában kezdte el azt és esztendőnként átlag 400-ra ment az általa beoltottak száma.  Tagja volt a pesti királyi tudományegyetem orvosi karának, a londoni orvosi s a jénai mineralogiai társaságnak pedig levelezője.